# Hiroshi Sakurazaka
Hiroshi Sakurazaka (桜坂 洋?, Sakurazaka Hiroshi; 1970) è uno scrittore di fantascienza giapponese.
È l'autore di All You Need Is Kill da cui è stato tratto il film Edge of Tomorrow.

## Biografia
Sakurazaka debuttò nel 2002 al suo secondo Super Dash Novel Rookie of the Year Award, un concorso giapponese a cadenza annuale in cui viene premiato la migliore light novel dell'anno. L'opera che gli fu premiata era Mahō tsukai no netto, pubblicata successivamente con nel dicembre del 2003 con il titolo di Yoku Wakaru Gendai Mahō. Da quest'opera ne è stata poi tratta una serie e un anime.
Nel 2004 vinse il Premio dei lettori del S-F Magazine per il miglior racconto per Saitama Chainsaw Shōjo (さいたまチェーンソー少女?). Sempre nel 2004 il suo romanzo All You Need Is Kill ricevette un grande apprezzamento da altri autori giapponesi ed è stato pubblicato successivamente anche in inglese da Viz Media. Nel 2010 la Warner Bros. acquistò i diritti cinematografici di questa light novel da cui produsse nel 2014 il film Edge of Tomorrow - Senza domani.